# Diga di Preda
La diga di Preda è una diga ad arco situata in Svizzera, nel Canton Grigioni, nel comune di Bregaglia, ma raggiungibile dalla val Ferrera.

## Descrizione
Ha un'altezza di 23 metri e il coronamento è lungo 99 metri. Il volume della diga è di 3.400 metri cubi.
Il lago creato dallo sbarramento, ha un volume massimo di 0,27 milioni di metri cubi, una lunghezza di 400 metri e un'altitudine massima di 1948 m s.l.m. Lo sfioratore ha una capacità di 170 metri cubi al secondo.
Le acque del lago vengono sfruttate dall'azienda Kraftwerke Hinterrhein AG.